# Konžština

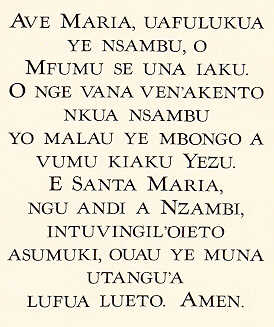
Modlitba v konžštině.

Konžština, kongština, či kongo, nebo kikongo je bantuský (benuekonžský) jazyk, používaný kmeny Bakongo a Bandundu v tropických lesích Konžské demokratické republiky, Konžské republice a Angole. Jde o tonální jazyk, který je základem pro bantuský kreolský jazyk kituba, používaný jako lingua franca v mnoha částech Západní Afriky. Byl jazykem mnoha černých otroků, pocházejících z tohoto regionu v obou Amerikách. Proto lze kreolizované formy jazyka nalézt i v rituálních projevech náboženství afrického původu v Brazílii, na Jamajce, Kubě a na Haiti. Je také jedním ze zdrojů jazyka gullah a kreolského jazyka palenquero v Kolumbii. Převážná většina dnešních mluvčích žije v Africe, rodilých mluvčích je přibližně sedm milionů, asi dva miliony mluvčích jej používají jako druhý jazyk.
Pro zápis jazyka se používá latinka.

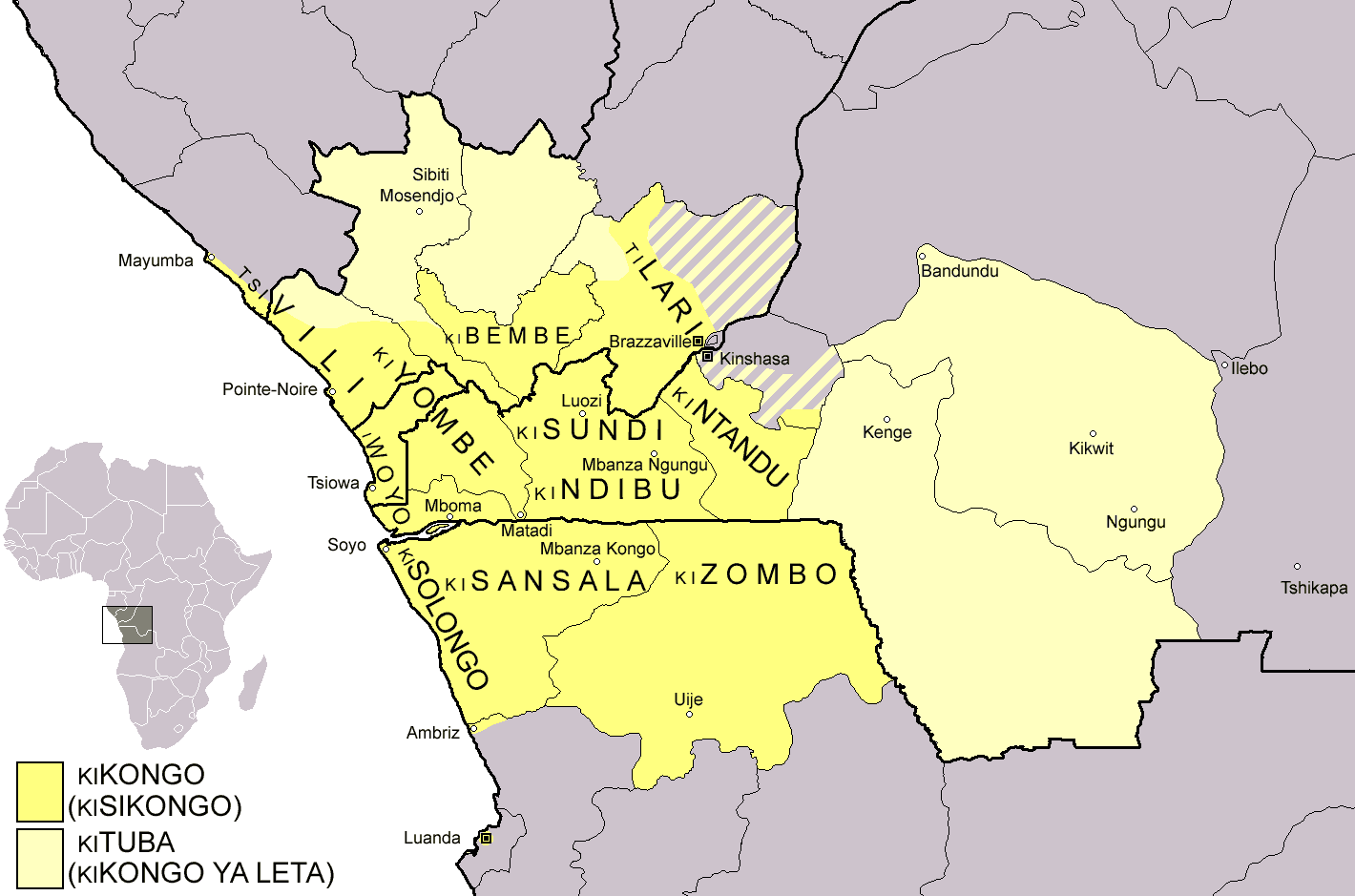
Mapa oblasti, kde je jako lingua franca používán jazyk konžština a kituba.

## Vzorový text
Otče náš (modlitba Páně):
Tata beto yikele na zulu,
Dizina ya nge ya
sakumuka